# Rathaus Beroun

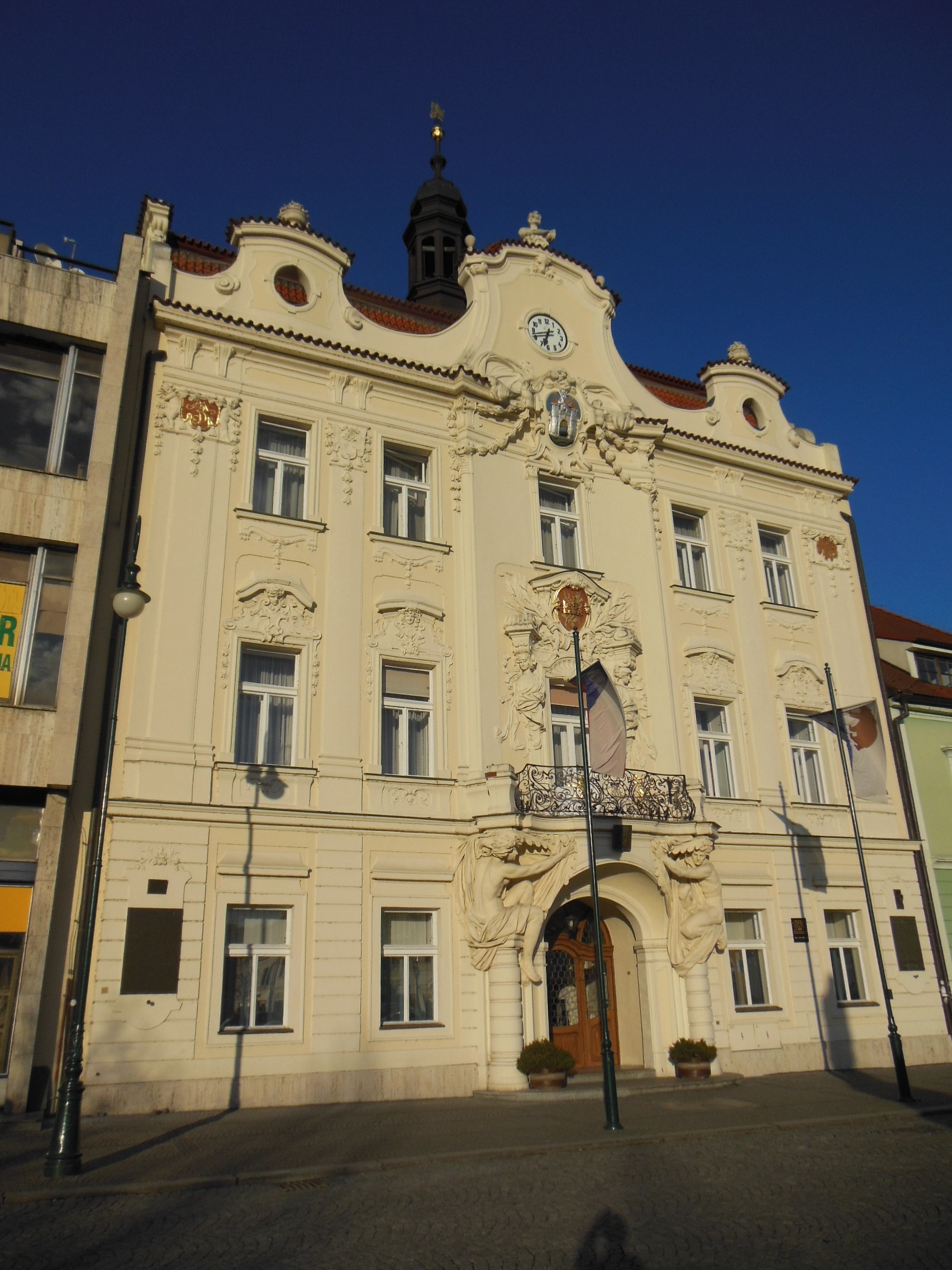
Rathaus in Beroun

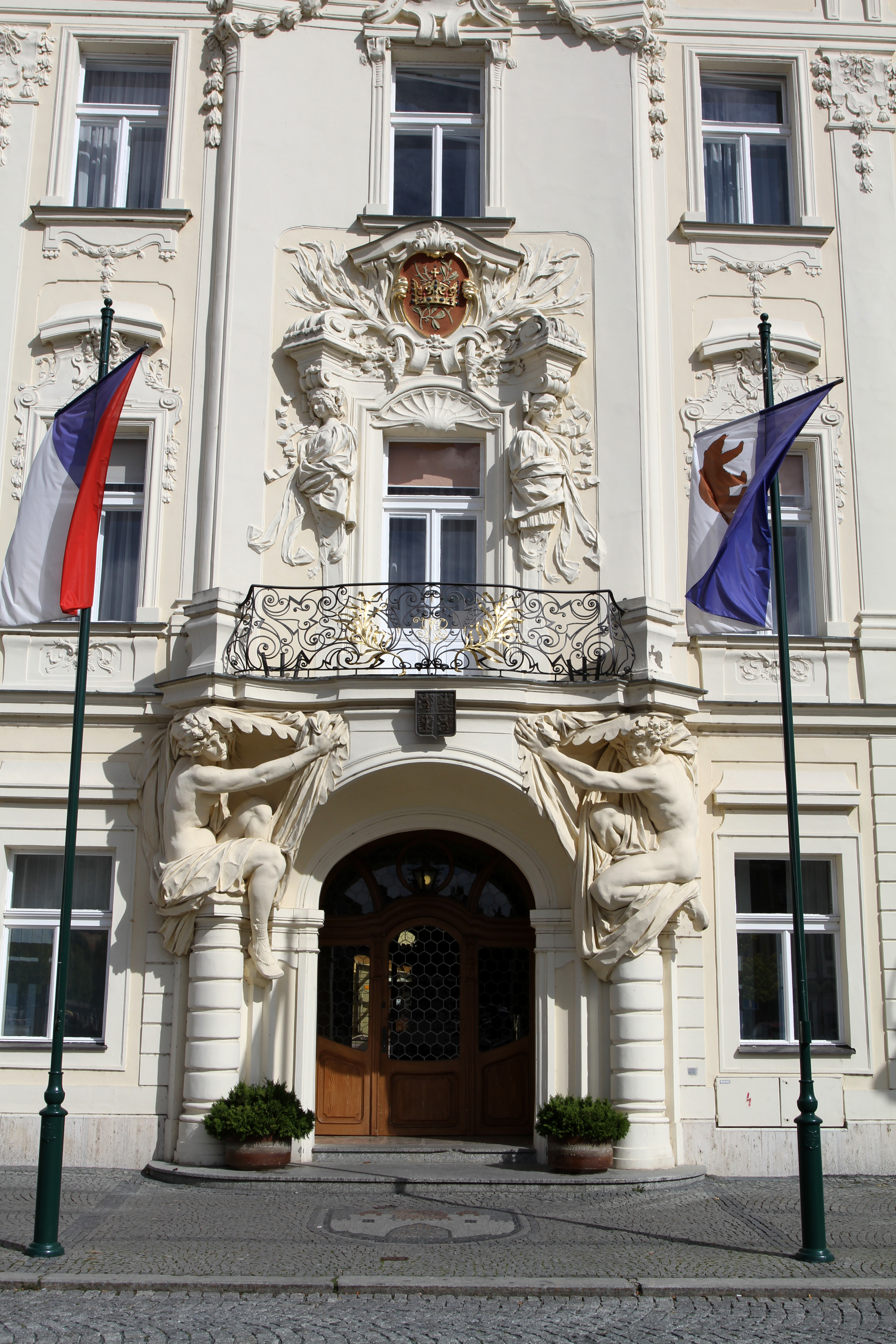
Portal

Das Rathaus in Beroun (deutsch Beraun), einer tschechischen Stadt im Okres Beroun der Region Mittelböhmen, wurde ursprünglich im 16. Jahrhundert errichtet. Das Rathaus mit der Adresse Husovo náměstí 68/1 ist ein geschütztes Kulturdenkmal.
Das dreigeschossige Gebäude nahm den Platz von zwei Häusern ein, deren gotische Kellerräume zum Teil erhalten geblieben sind. Im 19. Jahrhundert erhielt das Gebäude sein heutiges Aussehen.